# Hélio Paschoal
Hélio Paschoal CSS (* 26. April 1927 in Vargem Grande do Sul, São Paulo, Brasilien; † 22. November 2005) war ein brasilianischer Ordensgeistlicher und römisch-katholischer Bischof von Livramento de Nossa Senhora.

## Leben
Hélio Paschoal trat der Ordensgemeinschaft der Stigmatiner bei und empfing am 15. August 1951 das Sakrament der Priesterweihe.
Am 29. März 1967 ernannte ihn Papst Paul VI. zum ersten Bischof des einen Monat zuvor errichteten Bistums Livramento de Nossa Senhora. Der Bischof von Jaboticabal, José Varani, spendete ihm am 25. Juni desselben Jahres die Bischofsweihe; Mitkonsekratoren waren der Bischof von Caetité, José Pedro de Araújo Costa, und der Bischof von São João da Boa Vista, Tomás Vaquero.
Am 21. Januar 2004 nahm Papst Johannes Paul II. seinen altersbedingten Rücktritt an.